# Langues chamiques
Les langues chamiques sont un groupe de langues de la branche malayo-polynésienne des langues austronésiennes.
Elles sont parlées au Cambodge, en Chine (sur l'île de Hainan), en Indonésie et au Viêt Nam.

## Classification
Les langues chamiques sont rattachées au malayo-polynésien occidental. Les langues chamiques sont particulièrement liées aux langues malaïques, avec qui elles forment le malayo-chamiques.
Pour Adelaar, le groupe chamique fait partie d'un groupe malayo-sumbawien.

## Liste des langues
- Langues chamiques septentrionales : tsat à Hainan en Chine
- Langues chamiques méridionales :
  - Cham-chru (3 langues) : 
    - Cham occidental (Cambodge)
    - Chru (Vietnam)
    - Cham oriental (Vietnam)

  - Roglai (Vietnam, 3 langues) :
    - Roglai  méridional
    - Cacgia
    - Roglai du Nord

  - Plateau (Vietnam, 3 langues) :
    - Haroi
    - Jarai
    - Rhade.

L'acihnais est considéré par le linguiste américain Graham Thurgood, qui a reconstitué un hypothétique proto-chamique, comme un membre du chamique.

## Codification
- Code de langue IETF : cmc